# Sierra Nevada de Santa Marta

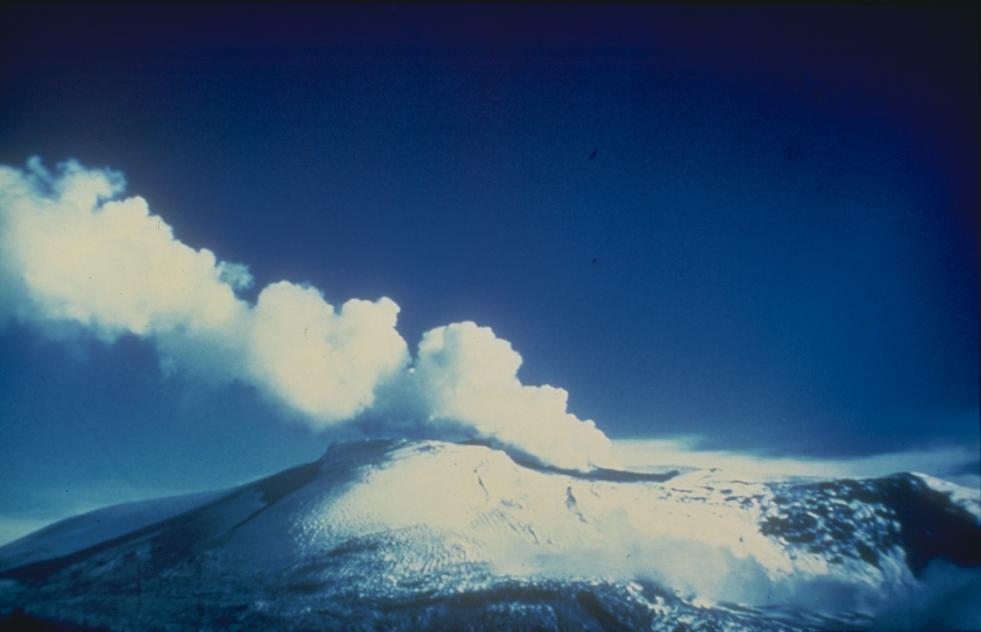
Sierra Nevada,Columbia

Sierra Nevada de Santa Marta este un lanț muntos situat pe coasta de nord a Columbiei. Ridicându-se abrupt de pe coasta Mării Caraibelor, în doar 42 de km atinge o înălțime de 5.775 m în vârfurile sale înzăpezite cu o suprafață aproximativă de 17.000 km² , sunt munții cei mari din Columbia și cea mai înaltă formație muntoasă din lume aflată pe litoralul unei mări. Este o zonă izolată de Anzii Cordilieri prin zone plane și semiaride. Vârfurile sale cele mai înalte sunt: vârful Simon Bolivar și vârful Cristobal Colon (numele lui Cristofor Columb în spaniolă ). 
Sierra Nevada de Santa Marta este localizată între departamentele columbiene Magdalena, La Guajira și Cesar și face parte din Parcul Național Natural Sierra Nevada de Santa Marta, zonă administrată de Ministerul Mediului Înconjurator din Columbia.